# Лэрд, Уолтер Уильям
Уолтер Уильям Лэрд (26 июля 1920 — 30 мая 2002 года) — оказал большое влияние на развитие латиноамериканских танцев в Великобритании после Второй мировой войны. Он трёхкратно носил титул чемпиона мира среди профессионалов. Уолтер был тренером многих успешных танцоров. Среди них: Алан Торнсберг, Вибеке Тофт, Эспен Салберг, Юкка Хаапалайнен, Сирпа Суутари и Донни Бёрнс, Питер Максвелл и Линн Харман. Эти танцоры являлись его первыми ведущими парами-чемпионами, а также теми, на ком Уолтер и разработал свою уникальную «Технику исполнения латиноамериканских танцев». Лэрд был членом и экзаменатором Международной ассоциации учителей танца. До 2000 года был секретарём (а позднее — президентом) Федерации бальных танцев.

### Начало карьеры
Лэрд начал танцевать со своей сестрой Жанной в 1930-е годы. Его партнершей по профессионалам[прояснить] во время войны и после неё была Анде Лайонс (урожденная Эшкрофт, а впоследствии[прояснить] Анде Тайрер). Они встретились, когда Анде направлялась в Королевскую авиастроительную академию в Фарнборо в качестве стенографической машинистки. Однажды она взяла интервью у Уолтера, который был учёным, работающим там. В конце интервью он поинтересовался у Анде, увлекается ли она танцами.
«Как и большинство девушек, я знала, как танцевать Jitter Bug (позже названный джайвом), и я прекрасно проводила время! Моим ответом на его вопрос было то, что я люблю танцы и что я даже очень хороша в этом! Мы назначили дату встречи и, к моему ужасу, оказалось, что Уолтер был профессиональным бальным танцором. Вскоре я поняла, что я хороша, но явно не в этом деле! Тем не менее, Уолтер предложил научить меня танцевать должным образом, так как он считал, что у меня есть потенциал. Вот так и родилась моя вторая карьера!»
Партнёрство Лэрда с Лайонс был полностью «традиционным» по понятию бальных танцев тех времён (сейчас же это называется двоеборьем или соревнованием по 10 танцам). Лэрд не сразу перешёл на латину, лишь через некоторое время после войны. Три чемпионата мира (1962—1964) Лэрд станцевал в партнерстве с Лоррейн Рейнольдс (ныне Родин), известной как «Лоррейн». Позже Уолтер женился на Джулии, которая руководит танцевальной школой в Южном Лондоне. Одним из величайших достижений Уолтера Лэрда была его «Техника исполнения латиноамериканских танцев», впервые опубликованная в 1961 году; дальнейшие переиздания были в 1964, 1972, 1977, 1983, 1988 и 2003 годах. Изначально Уолтер использовал традиционный формат описания фигур, но в издании 1972 года он опубликовал результаты масштабного анализа латинских танцев и стал использовать таблицы с характеристиками фигур, чтобы облегчить их понимание. Эта книга имела большое влияние на танцевальный мир, и с тех пор стала одной из основ, принятой многими учителями танцев и организациями в качестве окончательного и правильного варианта.